# Pack den Tiger schnell am Schwanz
Pack den Tiger schnell am Schwanz (Originaltitel: Le Diable par la queue) ist ein französisch-italienischer Spielfilm von Philippe de Broca aus dem Jahr 1969. Das Drehbuch verfassten Daniel Boulanger und Claude Sautet. Die Hauptrollen sind mit Yves Montand, Jean-Pierre Marielle, Jean Rochefort und Madeleine Renaud besetzt. In Frankreich hatte der Film am 7. Februar 1969 Premiere, in der Bundesrepublik Deutschland kam er am 28. August 1969 ins Kino.

## Handlung
In der französischen Provinz kann eine völlig verarmte adelige Familie – drei Generationen sind vorhanden – ihr baufälliges Schloss am Rande der Autobahn nur noch dann retten, wenn sie zeitweise eine Touristenherberge daraus macht. Der Verfall des Bauwerks ist schon so weit fortgeschritten, dass allein 110 Nachttöpfe auf dem Speicher stehen müssen, um zu verhindern, dass der Regen das Deckenfresko aufweicht. Die Jüngste der Sippschaft wird ausgeschickt, gemeinsam mit ihrem Liebsten, dem Tankstellen- und Garagenbesitzer Charles, durch vorgetäuschte Autopannen Gäste an Land zu ziehen.
Im Mittelpunkt steht daraufhin der Kampf der die Adeligen anführenden schlitzohrigen Großmutter gegen einen der Gäste, der sich als Baron César Anselme de Maricorne vorstellt und von zwei „Sekretären“ begleitet wird. In Wirklichkeit aber ist César ein Ganove mit guten Manieren, der sich auf der Flucht befindet und neben seinem gewinnenden Charme den Vorteil aufweist, eine (gestohlene) Million zu besitzen, die für die Restaurierung des Schlosses sehr erwünscht wäre. Der Ganove verliert den Kampf; er wird von einer – bei Adeligen immer verfügbaren – ledigen Verwandten geheiratet.

## Kritiken
Der Evangelische Filmbeobachter fasste seine Beurteilung so zusammen: „Thematisch belanglos, aber von de Broca mit impressionistischer Leichtigkeit ins Bild gesetzt und nicht ohne Witz. Madeleine Renaud als schlitzohrige alte Gräfin ist sehenswert. Etwa ab 14.“ Für das Lexikon des Internationalen Films handelte es sich um „[e]ine heiter pikante Komödie, die mit witzig charmanten Einfällen und makabrem Humor amüsant unterhält“.
Die Frankfurter Rundschau urteilte: „Ein vortrefflicher Spaß von Regisseur Philippe de Broca mit einem überzeugenden Yves Montand in der Rolle des Baron César de Maricorne. Doch auch die übrigen Darsteller zeigen durchweg gelungene schauspielerische Leistungen. Achten Sie auf Marthe Keller, die hier in ihrem ersten französischen Film zu sehen ist.“ Die Filmbewertungsstelle Wiesbaden verlieh dem Film das Prädikat „wertvoll“.